# Pere Garrigoles
Pere Garrigoles fou un organista de Santa Maria de Castelló d'Empúries entre els anys 1793 i 1808. Va estudiar música a Castelló i exercí de professor a Peralada i Vilabertran.